# Campeonato Mundial de Atletismo de 2011 - 100 m masculino
A prova dos 100 metros masculino do Campeonato Mundial de Atletismo de 2011 foi disputada entre 27 e 28 de agosto no Daegu Stadium, em Daegu.

## Recordes
Antes desta competição, os recordes mundiais e do campeonato nesta prova eram os seguintes:
| Tipo                  | Atleta     | Tempo | Local  | Data                 | Ref |
| --------------------- | ---------- | ----- | ------ | -------------------- | --- |
|                       | Usain Bolt | 9,58  | Berlim | 16 de agosto de 2009 | ver |
| Recorde do campeonato | Usain Bolt | 9,58  | Berlim | 16 de agosto de 2009 | ver |

## Medalhistas
| Ouro              | Prata            | Bronze            |
| Yohan Blake (JAM) | Walter Dix (EUA) | Kim Collins (SKN) |

## Cronograma
| Data         | Hora  | Evento          |
| ------------ | ----- | --------------- |
| 27 de agosto | 12:55 | Fase preliminar |
| 27 de agosto | 21:45 | Bateria         |
| 28 de agosto | 18:30 | Semifinal       |
| 28 de agosto | 20:45 | Final           |

Todos os horários são horas locais (UTC +9)

## Resultados

### Fase preliminar
Qualificação: Os 3 de cada bateria (Q) e o 1 mais rápidos (q) avançam para a fase de baterias.
Vento:Bateria 1: +1,7 m/s, Bateria 2: +1,2 m/s, Bateria 3: -1,3 m/s, Bateria 4: -0,9 m/s
| Colocação | Ateta                                         | Tempo   |
| --------- | --------------------------------------------- | ------- |
| 1         | Chade Abdouraim Haroun                        | 10 s 44 |
| 2         | Anguila Keiron Rogers                         | 10 s 55 |
| 3         | Suriname Jurgen Themen                        | 10 s 84 |
| 4         | Kiribati George Pine                          | 11 s 34 |
| 5         | Laos Kitavanh Kountavong                      | 11 s 42 |
| 6         | Nauru Joshua Jeremiah                         | 11 s 44 |
| 7         | Tuvalu Okilani Tinilau                        | 11 s 58 |
| 8         | São Tomé e Príncipe Christopher Lima da Costa | 11 s 61 |

| colocação | Atleta                                      | Tempo   |
| --------- | ------------------------------------------- | ------- |
| 1         | Hong Kong Tsui Chi Ho                       | 10 s 45 |
| 2         | Indonésia Fadlin Fadlin                     | 10 s 70 |
| 3         | Nepal Tilak Ram Tharu                       | 11 s 00 |
| 4         | Palau Rodman Teltull                        | 11 s 31 |
| 5         | Mauritânia Mohamed Ghassem Ahmed Taled      | 11 s 50 |
| 6         | Afeganistão Massoud Azizi                   | 11 s 64 |
| 7         | Estados Federados da Micronésia John Howard | 11 s 71 |
| DQ        | Coreia do Sul Kim Kuk-young                 | —       |

| colocação | Atleta                                       | Tempo   |
| --------- | -------------------------------------------- | ------- |
| 1         | Burquina Fasso Gérard Kobéané                | 10 s 64 |
| 2         | Aruba Geronimo Goeloe                        | 10 s 73 |
| 3         | Singapura Foo Ee Yeo                         | 10 s 76 |
| 4         | República do Congo Delivert Arsene Kimbembe  | 10 s 85 |
| 5         | Tonga Joseph Andy Lui                        | 11 s 48 |
| 6         | Libéria Bledee Jarry                         | 11 s 49 |
| 7         | Samoa Ah Chong Sam Chong                     | 12 s 36 |
| 8         | Marianas Setentrionais Orrin Ogumoro Pharmin | 12 s 60 |

| colocação | Atleta                             | Tempo   |
| --------- | ---------------------------------- | ------- |
| 1         | Malásia Mohammad Noor Imran A Hadi | 10 s 77 |
| 2         | Quirguistão Dimitri Ilin           | 10 s 86 |
| 3         | Comores Moujid Toyd                | 11 s 07 |
| 4         | Malta Karl Farrugia                | 11 s 21 |
| 5         | Ilhas Salomão Francis Manioru      | 11 s 28 |
| 6         | San Marino Frederico Gorrieri      | 11 s 42 |
| 7         | Samoa Americana Sogelau Tuvalu     | 15 s 66 |

### Bateria
Qualificação: Os 3 de cada bateria (Q) e os 3 mais rápidos (q) avançam para a semifinal.
Vento: Bateria 1: −1,7 m/s, Bateria 2: −1,7 m/s, Bateria 3: −1,0 m/s, Bateria 4: −1,3 m/s, Bateria 5: −1,2 m/s, Bateria 6: −0,7 m/s, Bateria 7: −1,2 m/s
| Colocação | Atleta                                      | Tempo   |
| --------- | ------------------------------------------- | ------- |
| 1         | São Cristóvão e Neves Kim Collins           | 10 s 13 |
| 2         | Estados Unidos Trell Kimmons                | 10 s 32 |
| 3         | Trinidad e Tobago Richard Thompson          | 10 s 34 |
| 4         | Gâmbia Suwaibou Sanneh                      | 10 s 50 |
| 5         | Letônia Ronalds Arajs                       | 10 s 52 |
| 6         | Nigéria Peter Emelieze                      | 10 s 58 |
| 7         | República do Congo Delivert Arsene Kimbembe | 10 s 94 |
| DQ        | Bahamas Adrian Griffith                     | —       |

| Colocação | Atleta                              | Tempo   |
| --------- | ----------------------------------- | ------- |
| 1         | Estados Unidos Walter Dix           | 10 s 25 |
| 2         | Grã-Bretanha Harry Aikines-Aryeetey | 10 s 28 |
| 3         | Trinidad e Tobago Keston Bledman    | 10 s 32 |
| 4         | Barbados Andrew Hinds               | 10 s 41 |
| 5         | Irlanda Jason Smyth                 | 10 s 57 |
| 6         | Nigéria Egwero Ogho-Oghene          | 10 s 57 |
| 7         | Aruba Geronimo Goeloe               | 10 s 84 |
| 8         | Indonésia Mohamed Fadlin            | 11 s 10 |

| Colocação | Atleta                            | Tempo   |
| --------- | --------------------------------- | ------- |
| 1         | França Christophe Lemaitre        | 10 s 14 |
| 2         | Estados Unidos Justin Gatlin      | 10 s 31 |
| 3         | Países Baixos Churandy Martina    | 10 s 32 |
| 4         | Grã-Bretanha Marlon Devonish      | 10 s 34 |
| 5         | República Dominicana Carlos Jorge | 10 s 62 |
| 6         | Zimbabwe Gabriel Mvumvure         | 10 s 63 |
| 7         | Anguila Kieron Rogers             | 10 s 96 |
| 8         | Quirguistão Dmitri Ilin           | 11 s 00 |

| Colocação | Atleta                             | Tempo   |
| --------- | ---------------------------------- | ------- |
| 1         | Jamaica Yohan Blake                | 10 s 12 |
| 2         | França Jimmy Vicaut                | 10 s 25 |
| 3         | Zimbabwe Ngonidzashe Makusha       | 10 s 31 |
| 4         | Canadá Justyn Warner               | 10 s 33 |
| 5         | Barbados Ramon Gittens             | 10 s 42 |
| 6         | Costa do Marfim Ben-Youssouf Meité | 10 s 45 |
| 7         | Burquina Fasso Gérard Kobéané      | 10 s 59 |
| 8         | Suriname Jurgen Themen             | 10 s 94 |

| Colocação | Atleta                             | Tempo   |
| --------- | ---------------------------------- | ------- |
| 1         | Jamaica Nesta Carter               | 10 s 26 |
| 2         | Antilhas Holandesas Daniel Bailey  | 10 s 34 |
| 3         | Marrocos Aziz Ouhadi               | 10 s 42 |
| 4         | Lituânia Rytis Sakalauskas         | 10 s 42 |
| 5         | Estónia Marek Niit                 | 10 s 53 |
| 6         | Gana Aziz Zakari                   | 10 s 55 |
| 7         | Malásia Mohammad Noor Imran A Hadi | 10 s 75 |
| 8         | Singapura Foo Ee Yeo               | 10 s 85 |

| Colocação | Atleta                        | Tempo   |
| --------- | ----------------------------- | ------- |
| 1         | Jamaica Usain Bolt            | 10 s 10 |
| 2         | Grã-Bretanha Dwain Chambers   | 10 s 28 |
| 3         | Espanha Ángel David Rodríguez | 10 s 37 |
| 4         | África do Sul Simon Magakwe   | 10 s 53 |
| 5         | Brasil Nilson André           | 10 s 54 |
| 6         | Zâmbia Gerald Phiri           | 10 s 60 |
| 7         | Chade Abdouraim Haroun        | 10 s 72 |
| 8         | Comores Moudjib Toyb          | 11 s 12 |

| Colocação | Atleta                            | Tempo   |
| --------- | --------------------------------- | ------- |
| 1         | Jamaica Michael Frater            | 10 s 26 |
| 2         | Noruega Jaysuma Saidy Ndure       | 10 s 33 |
| 3         | Polónia Dariusz Kuć               | 10 s 36 |
| 4         | Suíça Amaru Schenkel              | 10 s 44 |
| 5         | Trinidad e Tobago Aaron Armstrong | 10 s 48 |
| 6         | Colômbia Álvaro Gómez             | 10 s 62 |
| 7         | Hong Kong Chi Ho Tsui             | 10 s 65 |
| 8         | Nepal Tilak Ram Tharu             | 11 s 32 |

### Semifinal
Qualificação: Os 2 de cada bateria (Q) e os 2 mais rápidos (q) avançam para a final.
Vento: Bateria 1: −0,4 m/s, Bateria 2: −1,0 m/s, Bateria 3: −0,8 m/s
| Colocação | Atleta                            | Tempo   |
| --------- | --------------------------------- | ------- |
| 1         | Jamaica Yohan Blake               | 9 s 95  |
| 2         | Estados Unidos Walter Dix         | 10 s 05 |
| 3         | França Jimmy Vicaut               | 10 s 10 |
| 4         | Antilhas Holandesas Daniel Bailey | 10 s 14 |
| 5         | Trinidad e Tobago Keston Bledman  | 10 s 14 |
| 6         | Barbados Andrew Hinds             | 10 s 32 |
| 7         | Espanha Ángel David Rodríguez     | 10 s 49 |
| DQ        | Grã-Bretanha Dwain Chambers       | —       |

| Colocação | Atleta                             | Tempo   |
| --------- | ---------------------------------- | ------- |
| 1         | Jamaica Usain Bolt                 | 10 s 05 |
| 2         | França Christophe Lemaitre         | 10 s 11 |
| 3         | Trinidad e Tobago Richard Thompson | 10 s 20 |
| 4         | Estados Unidos Trell Kimmons       | 10 s 21 |
| 5         | Noruega Jaysuma Saidy Ndure        | 10 s 21 |
| 6         | Jamaica Michael Frater             | 10 s 23 |
| 7         | Grã-Bretanha Marlon Devonish       | 10 s 25 |
| 8         | Polónia Dariusz Kuć                | 10 s 51 |